# Хасімото Канна
Хасімото Канна, або Хашімото Канна (橋本 環奈, はしもと かんな; нар. 3 лютого 1999) — японська актриса і колишня співачка. Почала свою кар'єру в ролі члена японської ідол-групи Rev. from DVL і знялася в декількох фільмах, багато з яких є адаптацією манги і аніме-серіалів.

## Кар'єра
Народилася у Фукуоці.
Коли Канна навчалася в третьому класі, вона підписала контракт з агентством Active Hakata у своєму рідному місті Фукуока. Вона стала учасницею жіночої поп-групи Rev. from DVL.
У 2011 році Канна з'явилася у фільмі Я бажаю.
У 2013 році Канна привернула увагу всієї країни, коли її фотографія з одного з живих виступів Rev. from DVL стала популярною на 2channel і Twitter. Її хвалили за її природну красу, вона отримала різні титули, такі як «за межами милого місцевого ідола», «за межами ангельського ідола» і «талант, який з'являється раз у тисячоліття».
У 2014 році Канна випустила власний фотобук «Little Star: Kanna 15».
У 2015 році вебопитування, проведене My Navi Student оголосив її наймилішим ідолом. У тому ж році вона зіграла Ріцу у фільмі Клас вбивць, що є кіноадаптацією манги Assassination Classroom.
У 2016 році вона знялася в «Дівчинка в матросці і автомат: Випускний», «духовне продовження» фільму 1981 року «Дівчинка в матросці, та автомат». Вона грає головного персонажа Ідзумі Хоші, ученицю середньої школи, підлітка що став босом якудза. Вона також заспівала кавер пісні з фільму 1981, яку спочатку заспівала Хіроко Якусімару. Її виконання пісні досягло 11 місця в чартах Oricon і протрималося 7 тижнів.
У 2017 році Канна знялася в ролі підлітка інопланетянки Кагури в бойовику Gintama, і в сіквелі фільму в 2018 році.
Вона зіграла Кокомі Терухаші у фільмі «Ох, вже цей екстрасенс Сайкі Кусуо!».

## Особисте життя
У Канни є старший брат-близнюк і старший брат 1992 року народження

## Фільмографія
| Рік  | Російська назва                          | Оригінальна назва                       | Роль            |
| ---- | ---------------------------------------- | --------------------------------------- | --------------- |
| 2011 | Я бажаю                                  | I wish (Kiseki)                         | Канна Хаямі     |
| 2015 | Клас вбивць                              | Assassination Classroom                 | Ріцу            |
| 2016 | Дівчинка в матросці і автомат: Випускний | Sailor Suit and Machine Gun: Graduation | Ізумі Хоші      |
| 2016 | Клас вбивць: Випускний                   | Assassination Classroom: Graduation     | Ріцу            |
| 2017 | Харута і Тіка                            | Haruta & Chika                          | Чіка Хомура     |
| 2017 | Гінтама                                  | Gintama                                 | Кагура          |
| 2017 | Ох, вже цей екстрасенс Сайкі Кусуо!      | The Disastrous Life of Saiki K.         | Кокомі Терухаші |
| 2018 | Гінтама 2                                | Gintama 2                               | Кагура          |
| 2019 | Королівство                              | Kingdom                                 | Хеляо Дяо       |